# Goënga
Goënga (en frison : Goaiïngea) est un village de la commune néerlandaise de Súdwest Fryslân, situé dans la province de Frise.

## Géographie
Goënga est situé au nord-est de la ville de Sneek dont il est séparé par le village de Loënga.

## Histoire
Goënga fait partie de la commune de Wymbritseradiel jusqu'au 1er janvier 2011, où celle-ci est supprimée et fusionnée avec Bolsward, Nijefurd, Sneek et Wûnseradiel pour former la nouvelle commune de Súdwest-Fryslân.

## Démographie
Le 1er janvier 2017, le village comptait 240 habitants.

## Personnalités
- Pieter Sjoerds Gerbrandy (1885-1961), né à Goënga, est un homme politique, président du Conseil des ministres de 1940 à 1945.
- Pieter Huistra, né en 1967 à Goënga, est un footballeur professionnel et entraîneur.